# Utsteinen
Utsteinen är en kulle i Antarktis. Den ligger i Östantarktis. Norge gör anspråk på området. Toppen på Utsteinen är 1 570 meter över havet, eller 271 meter över den omgivande terrängen. Bredden vid basen är 1,9 km.
Terrängen runt Utsteinen är platt norrut, men söderut är den kuperad. Trakten är obefolkad. Det finns inga samhällen i närheten.